# 파울 페르하흐
파울 요하네스 헤라르뒤스 페르하흐(네덜란드어: Paul Johannes Gerardus Verhaegh, 1983년 9월 1일, 네덜란드 크로넨베르흐 ~ )는 네덜란드의 전 축구 선수이다. 포지션은 라이트백이다.

## 클럽 경력
페르하흐는 PSV 에인트호번에서 선수 생활을 시작하였고, AGOVV 아펠도른으로 임대를 떠난 동안 33경기에 출전했다. 그는 2004–05 시즌을 마치고 비테서로 이적하기 전인 2004년에 덴 보스로 이적하여 32경기에 출전했다. 4년 후, 그는 비테서를 떠나 2010년 5월 27일에 FC 아우크스부르크와 2년 계약을 맺었다.

## 국가대표팀 경력
그는 2006년에 열린 UEFA U-21 축구 선수권 대회에 참가한 네덜란드 U-21 대표팀의 선수중 한명이었다. 그는 2013년 8월 15일에 무승부를 거든 포르투갈과의 친선전에서 네덜란드 축구 국가대표팀 데뷔전을 치렀다. 또한 그는 브라질에서 열리는 2014년 FIFA 월드컵 예비 명단에 이름을 올렸고, 최종 명단에도 합류하였다.